# Жосул, Виктор Иванович
Ви́ктор Ива́нович Жо́су(л) (рум. Victor Josu; род. 12 июля 1953, Кишинёв, Молдавская ССР, СССР) — молдавский государственный и политический деятель, журналист, политолог, публицист и театровед. Депутат Парламента Республики Молдова III созыва (1998—2001). С 2022 года — главный редактор портала православных журналистов и блогеров «Традиция» (traditia.md).

## Биография
Родился 12 июля 1953 года в Кишинёве. Отец — Иван Иванович Жосул, мать — Аргентина Пименовна Купча-Жосул.
В 1970 году окончил среднюю школу № 1 имени Г. И. Котовского (ныне — Лицей имени Георге Асаки) в г. Кишинёве.
В 1988 году окончил театроведческий факультет Ленинградского государственного института театра, музыки и кинематографии.
Был одним из советников первого президента Республики Молдова М. И. Снегура. После ухода Снегура с поста президента участвовал вместе с ним в создании «Партии возрождения и согласия» (заняв должность заместителя председателя), избирательного блока «Демократическая конвенция Молдовы» и политической коалиции «Альянс за демократию и реформы». В 1998—2001 года являлся депутатом Парламента Республики Молдова III созыва по списку «Демократическая конвенция Молдовы». В 2001 году выдвигался в депутаты Парламента Республики Молдова по списку «Партии возрождения и согласия Молдовы», но избран не был, поскольку партия не преодолела представительский ценз в 6%. В том же году прекратил сотрудничество со Снегуром и совместно с Н. С. Андроником создал новый политический проект, который не имел успеха и Жосул отошёл от политической деятельности.
Был секретарём координационного совета Социал-демократической партии Молдавии и вице-председателем Народно-республиканской партии Молдавии.
Являлся заместителем главного редактора газеты «Молдавские ведомости» и исполняющим обязанности главного редактора газеты «Республика».
Автор работ в области театроведения.
Эксперт по проблемам Молдавской православной церкви. В 2012 году при поддержке Фонда «Русский мир» выпустил сборник «Восстановить единство: Позиция Русской Православной Церкви по вопросу „Бессарабской митрополии“: Документы и материалы», презентация которого прошла в Кишинёвской духовной академии

## Научные труды
- Жосул В. И. С гражданской позиции: Пьеса Г. Данилова «Осень следователя» в Русском драматическом театре МССР имени А. П. Чехова в Қишинёве) // Советская Молдавия, 16.04.1983.
- Жосул В. И. О государственном руководстве театральным строительством в условиях перехода к новой экономической политике: (На материалах Одесской губернии) // Известия АН МССР. Сер. Общественные науки. — 1988. — № 2. — С. 49–57.
- Даниленко Р. В., Жосул В. И. О периодизации истории драматического театра Советской Молдавии (довоенный период) // Археология, этнография и искусствоведение Молдавии: итоги и перспективы: Тезисы докладов республиканской научно-теоретической конференции, 8-9 августа 1989 г. / Редкол.: В. А. Дергачёв (отв. ред.) и др. — Кишинёв: Штиинца, 1989. — С. 73—75. — 105 с. ISBN 5-376-00311-6
- Жосул В. И. На пути к театру: из истории театрального строительства в Молдове в первые годы Советской власти (1917—1924). / отв. ред. Г. З. Мордисон; Акад. наук Молдавской ССР, Отд. этнографии и искусствоведения. — Кишинёв: Штиинца, 1990. — 147 с. ISBN 5-376-00743-X
- Горянская О. В., Жосул В. И. Культурная жизнь Тирасполя в 1919 году (Хроника событий). // Музыка в Молдове: вопросы истории и теории. — Кишинёв: Штиинца, 1991. — С. 144–153.
- Восстановить единство: Позиция Русской Православной Церкви по вопросу «Бессарабской митрополии»: Документы и материалы. / Сост. и автор вступ. ст. В. И. Жосу. — Kишинёв: Pontos, 2012. — 144 p. 2000 экз..

## Семья
- Жена — Лариса Владимировна Шо́рина (род. 17 июня 1951) — советский и российский театровед и культуролог.

Окончила филологический факультет Казахского государственного университета имени С. М. Кирова и театроведческий факультет Ленинградского государственного института театра, музыки и кинематографии. В 1980—1990-х годах являлась старшим научным сотрудником Института этнографии и искусствоведения Академии наук Молдавской ССР. В 1990 году в ВНИИ искусствознания под научным руководством доктора искусствоведения М. Н. Строевой защитила диссертацию на соискание учёной степени кандидата искусствоведения по теме «Драматургическая поэтика И. Друцэ и проблемы её сценического воплощения» (17.00.01. — театральное искусство); официальные оппоненты — доктор искусствоведения Ю. А. Смирнов-Несвицкий и кандидат искусствоведения И. Г. Мягкова; ведущая организация — Институт искусствоведения, фольклора и этнографии имени М. Ф. Рыльского АН УССР. Преподаёт культурологические дисциплины в высших учебных заведениях Москвы. Научный сотрудник Высоко-Петровского ставропигиального мужского монастыря.
Автор монографий «Друцэ и театр: проблемы поэтики» (1991), «Мир глазами театра: история Государственного русского драматического театра имени А. П. Чехова» (2001) и «Под одним омофором. Очерки о деятельности иерархов Русской Православной Церкви на территории Бессарабии в 1813—1918 гг.» (2014).
- Дочь — Елена Викторовна Жосул.